# Isibeal Atkinson
Isibeal Carolan "Izzy" Atkinson, née le 17 juillet 2001 à Rush, au nord de Dublin, est une footballeuse internationale irlandaise. Elle joue au poste d'arrière latérale et d'attaquante dans le championnat anglais. Elle est internationale irlandaise depuis 2018.

## Biographie

### En club
Izzy Atkinson nait à Rush dans le Comté de Fingal au nord de Dublin. Après avoir joué dans différents clubs locaux comme le Rush Athletic ou la Metropolitan Girls' League Academy, elle passe trois ans dans les équipes de jeunes du Enniskerry Football Club. Remarqué par sa précocité elle est recrutée par le Shelbourne Ladies Football Club qui dispute le championnat d'Irlande féminin de football en juillet 2017.
Il faut attendre la saison 2020 pour qu'elle s'impose définitivement dans l'équipe première. Lors de cette saison fortement réduite à cause de la pandémie de Covid-19. Elle commence la saison à son poste habituel d'ailière gauche, mais son entraîneur la repositionne au poste d'arrière gauche. C'est à ce nouveau poste qu'elle perce véritablement au point de se faire remarque par les écossaises du Celtic. Elle y est transférée en février 2021, juste avant le lancement du championnat irlandais.
Lors de l'été 2022, Atkinson rejoint les anglaises du West Ham United Women Football Club.
En janvier 2024, Atkinson rejoint le club dans le cadre d’un contrat permanent en provenance de West Ham United, signant un contrat jusqu’en 2025.

### En équipe nationale
Alors qu'elle n'a que 16 ans, Colin Bell alors sélectionneur de l'équipe nationale irlandaise, se décide à l'appeler en sélection senior. Elle intègre ainsi l'équipe nationale pour un match faisant partie des éliminatoires de la Coupe du monde de football 2019 contre la Slovaquie. Il faut attendre l'année suivante pour qu'elle obtienne sa première cap. Présente dans la sélection pour une rencontre amicale au Portugal, elle entre en jeu en toute fin de match à la place de Leanne Kiernan lors de la victoire 3-1 sur les Portugaises le 22 janvier 2018.
En juillet 2023, elle est sélectionnée dans l'équipe nationale irlandaise qui s'apprête à disputer sa toute première phase finale d'une compétition internationale, la Coupe du monde 2023 en Australie et Nouvelle-Zélande. Cette sélection crée la surprise car elle n'était sur le rassemblement de préparation que sur invitation comme sparring-partner.